# Nahe-Hunsrück-Mosel-Radweg
Der Nahe-Hunsrück-Mosel-Radweg ist ein 207 Kilometer langer Radwanderweg und verbindet die Weinbauregion von Rhein, Nahe und Mosel über den Hunsrück. Der Radweg beginnt am Rhein in Bingen am Rhein und folgt der Nahe auf dem Nahe-Radweg über Bad Kreuznach und Bad Münster am Stein bis nach Fischbach an der Nahe, wo der Aufstieg in den Hunsrück das anstrengendste Stück des Weges ist. Die sehr schwach besiedelte Landschaft des Hunsrück wird dominiert von weiten Hochflächen, stillen Wäldern und tief eingeschnittenen Tälern. Bei Neumagen-Dhron an der Mosel wird die Mosel und mit ihr der Mosel-Radweg erreicht. Ihm folgt die Route bis Trier. Auf der 86 km langen Strecke durch den Hunsrück ist er einheitlich mit dem Radweg-Logo beschildert. Dieser Abschnitt enthält einige Anstiege, für die der Radler etwas sportliche Kondition mitbringen sollte.

## Streckenverlauf

### Bingen – Fischbach an der Nahe
Dieser Abschnitt hat eine Länge von ca. 69 km . Der Startpunkt Bingen am Rhein liegt auf 81 m und steigt bis Fischbach an der Nahe auf ca. 215 m relativ gleichmäßig an. Nur zwischen Bad Sobernheim und Bad Kreuznach sind einige Steigungen zu bewältigen, wenn der Radweg durch die Weinberge führt. Der Abschnitt folgt dem Nahe-Radweg und durchquert die Städte Bad Kreuznach, Bad Münster am Stein-Ebernburg, Bad Sobernheim und Kirn.

### Fischbach – Morbach (Hunsrück)
Dieser Abschnitt hat eine Länge von ca. 48 km. Der höchste Punkt wird mit 560 m beim Stumpfen Turm in Morbach erreicht. Von der Nahe bis Morbach sind 760 Hm und in umgekehrter Richtung 560 Hm Steigung zu bewältigen. Die Route führt von Fischbach an der Nahe vorbei am historischen Kupferbergwerk ins Hosenbachtal, das als Naturschutzgebiet ausgewiesen ist. Im Anstieg verlässt die Route, nach der Heupenmühle, den Asphaltweg mit einer scharfen Linkskehre und biegt auf den Wirtschaftsweg hinauf zum Höhenzug über Herrstein ab. Danach führt die Route durch Niederhosenbach, Breitenthal und Oberhosenbach auf ruhigen Landstraßen und Wirtschaftswegen nach Rhaunen. Zwischen Rhaunen und Horbruch verläuft der Weg auf halber Höhe durch den Idarwald. Weiter führt die Route nach Hinzerath, wo mit dem Stumpfen Turm, nahe der Hunsrückhöhenstraße, die höchste Stelle des Radweges erreicht wird. Danach folgt der Weg durch Wiesen dem Oberlauf des Dhron. Dieser Bach begleitet den Weg bis zur Mosel. Über Bischofsdhron wird dann Morbach erreicht.

### Abstecher Erbeskopf
Mit 818 m ist der Erbeskopf die höchste Erhebung des Hunsrücks und von Rheinland-Pfalz. Von Morbach aus ist er mit dem Rad, auf gut ausgebauten Waldwegen mit moderaten Steigungen von meist nur 2 %, zu erreichen. Nach 15 km erreicht man das Hunsrückhaus am Fuße des Erbeskopfes. Von dort ist der Aussichtsturm auf dem Gipfel nach einer halben Stunde Fußmarsch zu erwandern.

### Morbach (Hunsrück) – Neumagen–Dhron/Mosel
Dieser Abschnitt hat eine Länge von ca. 33 km. Der höchste Punkt liegt bei 460 m bei Haag, während das Moseltal bei einer Höhe von 210 m erreicht wird. Von Morbach bis zur Mosel sind 530 Hm und in umgekehrter Richtung 740 Hm Steigung zu bewältigen. In Morbach kreuzt der Hunsrück-Radweg die Route.

Von Morbach führt die Route auf festen Wirtschaftswegen über Gutenthal und Odert nach Hunolstein. Hier sind noch einmal einige Höhenmeter zu überwinden, da das Dhrontal nicht befahrbar ist und der Weg 100 bis 150 m oberhalb des Baches geführt wird. Kurz danach, wird vor Gräfendhron das Dhrontal erreicht, wo die Abfahrt ins Moseltal beginnt. Bis Papiermühle folgt die Route der wenig befahrenen Landstraße L155. Danach geht es auf Wirtschaftswegen bis zur Mosel in Neumagen-Dhron.

### Neumagen–Dhron/Mosel – Trier
Dieser ebene Abschnitt hat eine Länge von ca. 57 km und folgt dem Mosel-Radweg über Schweich bis Trier.

## Landschaft und Kultur
Die Radroute verbindet die Regionen Mittelrhein, Naheland, Hunsrück und Mosel. In Fischbach verlässt sie das Nahetal und zweigt nach Norden ab. In der Mittelgebirgslandschaft des Hunsrücks führt sie durch das Burgen- und Schieferland um Rhaunen, bevor sie den Hunsrück über das enge Dhrontal wieder verlässt, um bei Neumagen das Moseltal zu erreichen. Alle drei Flussregionen sind durch ihre Weinbaugebiete bekannt. In Bingen am Rhein beginnt das Weinanbaugebiet des Mittelrheins, das sich ca. 110 km rheinabwärts bis zum Siebengebirge bei Bonn erstreckt. Das Weinbaugebiet Nahe erstreckt sich von der Nahemündung in den Rhein bis vor Kirn. Ebenso umfasste es die Nebentäler von Guldenbach, Gräfenbach, Glan und Alsenz. Die Moselweine findet man im Tal der Mosel, sowie in deren Nebentälern von Saar und Ruwer.

Der Hunsrück, welcher durch die Flüsse Rhein, Nahe, Saar und Mosel begrenzt wird, ist eine der waldreichsten und unberührtesten Landschaften Deutschlands. Daher kann die Radroute mit romantischen Tälern, ruhigen Wäldern und Hochflächen mit weiten Aussichten aufwarten. Die Landschaft des Hunsrücks bildete sich vor ca. 350 Millionen Jahren auf dem Grund des Devonmeers. Während der Jahrmillionen bildete sich aus den tonigen Sedimenten Schiefer, während sich die sandigeren Ablagerungen in hartes Quarzit umwandelten. Aus diesem Material bestehen heute die Kämme von Soon-, Idar- und Hochwald. Darunter befindet sich der Hunsrückschiefer mit reichen Fossilien. Bis in die Keltenzeit wurden im Hunsrück Erze abgebaut. Aus dieser Zeit sind bis heute Spuren der Gewinnung und Verarbeitung erhalten. Von der Besiedlung des Hunsrücks in der Jungsteinzeit zeugen noch Fliehburgen und Ringwälle. Bei Bundenbach befindet sich mit der Altburg eine rekonstruierte Keltensiedlung. Die Römer überzogen den Hunsrück mit ihrem Straßennetz. Die bekannteste davon ist die Ausoniusstraße von Bingen nach Trier. Einige Abschnitte dieser Wegführung werden von der Radroute genutzt. Die Route führt durch die kleinen Täler von Hasenbach und Fischbachtal und führt dann oberhalb des Idarbaches zur 500 m hohen Wasserscheide zwischen Mosel und Nahe. Danach ist das Flüsschen Dhron ständiger Begleiter der Tour, bis diese im Moseltal den Hunsrück verlässt.

## Sehenswürdigkeiten

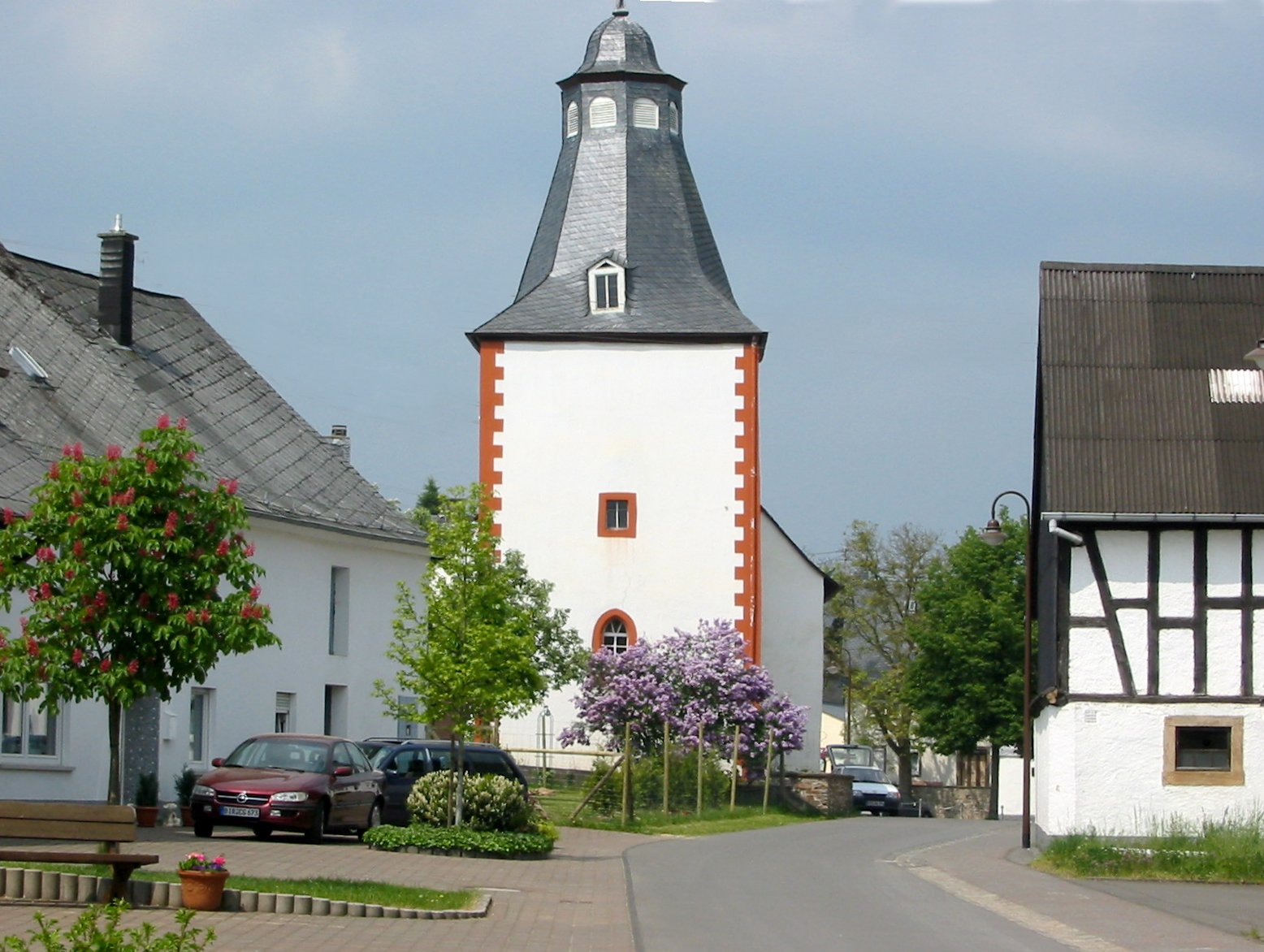
Sulzbacher Kirche mit Stumm’scher Orgel
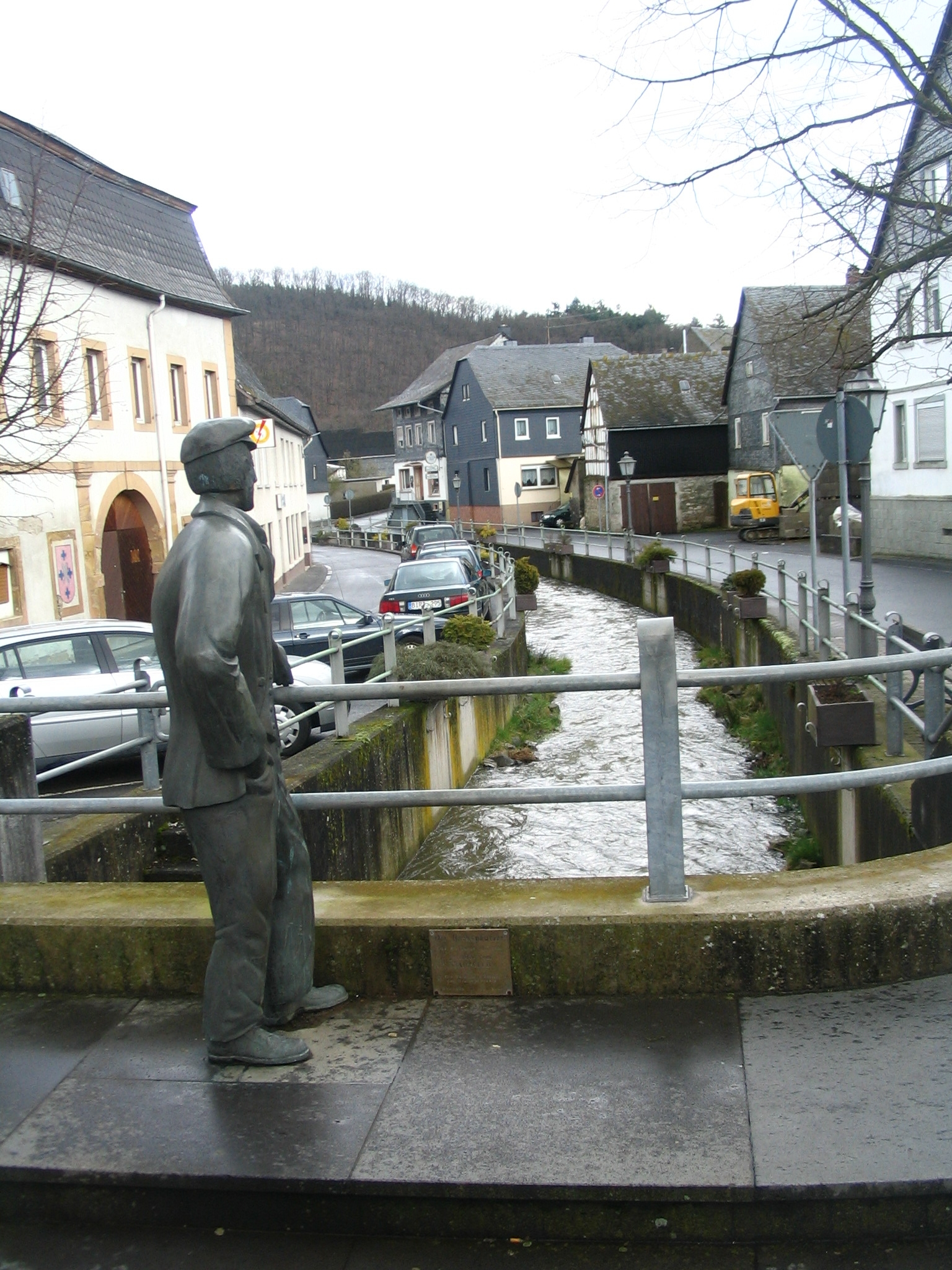
Rhaunelbach
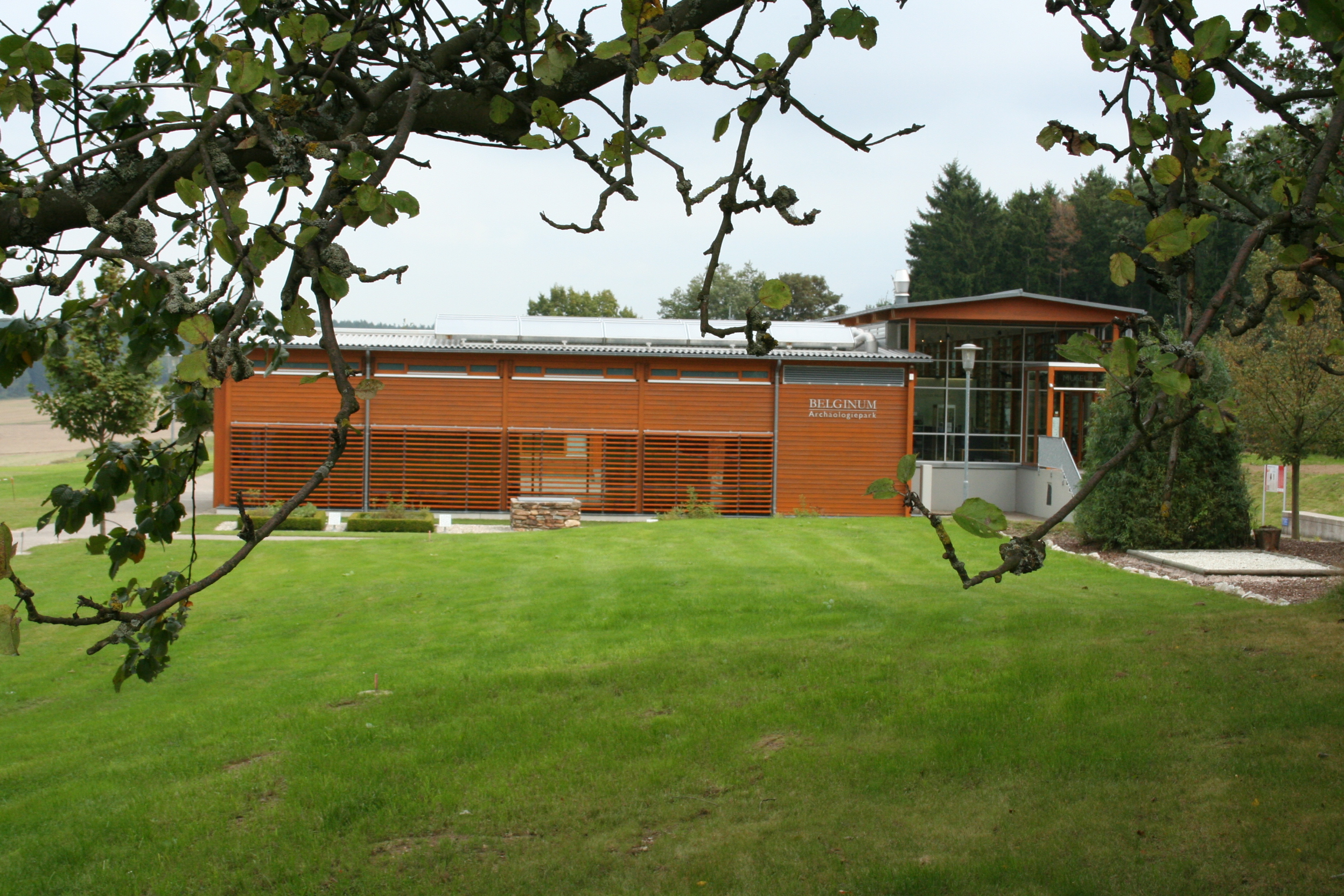
Belginum
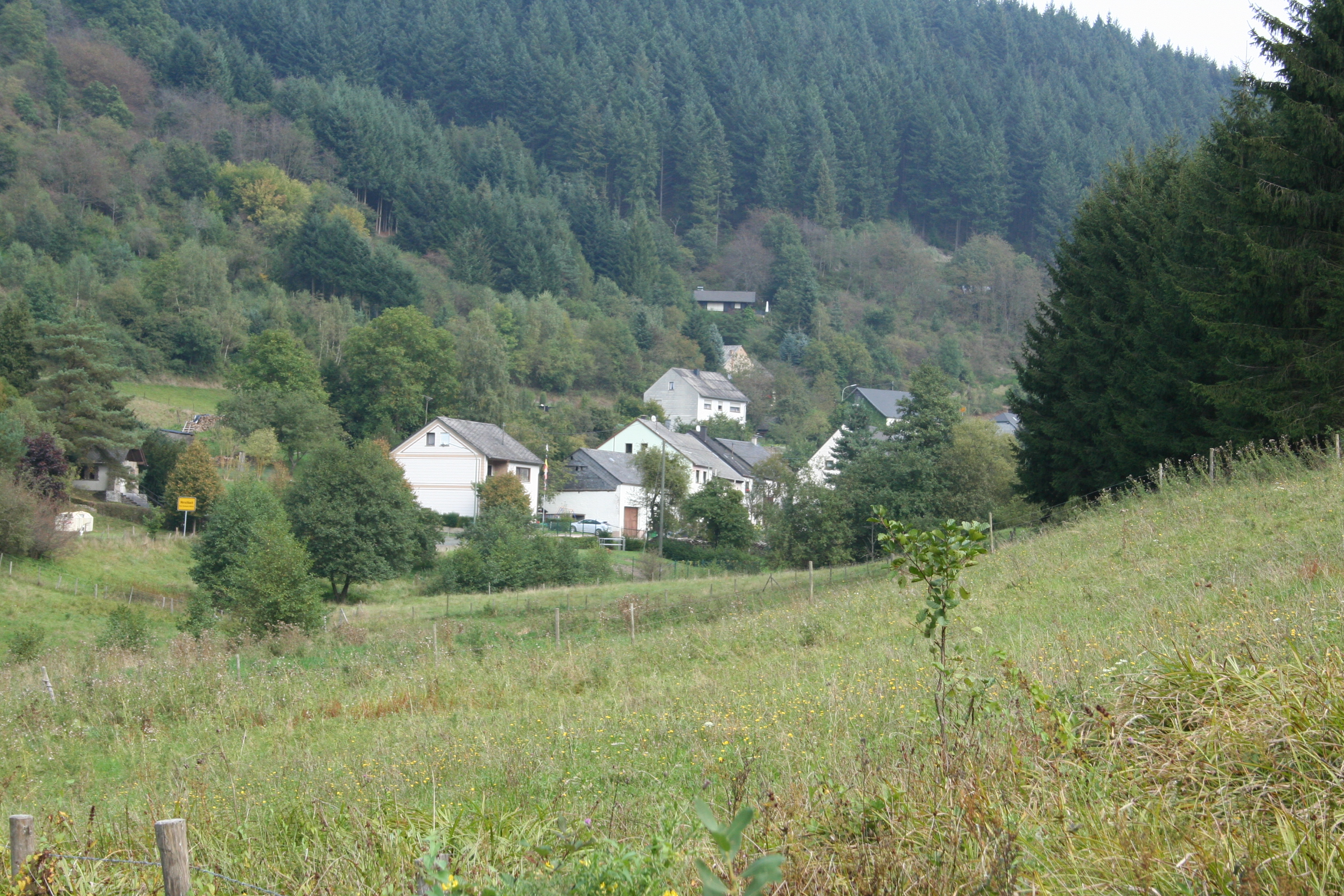
Merschbach
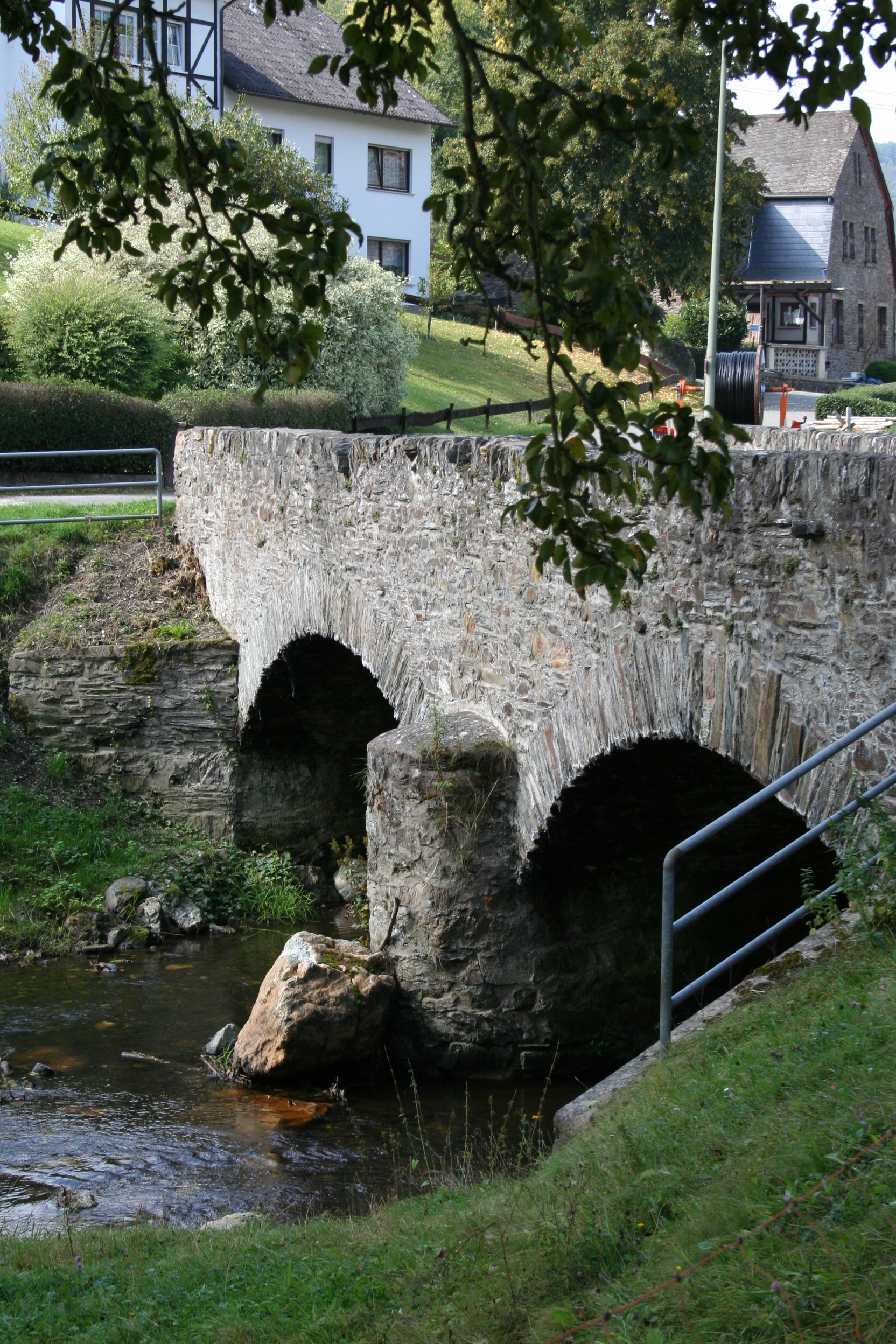
Brücke über die Dhron in Gräfendhron
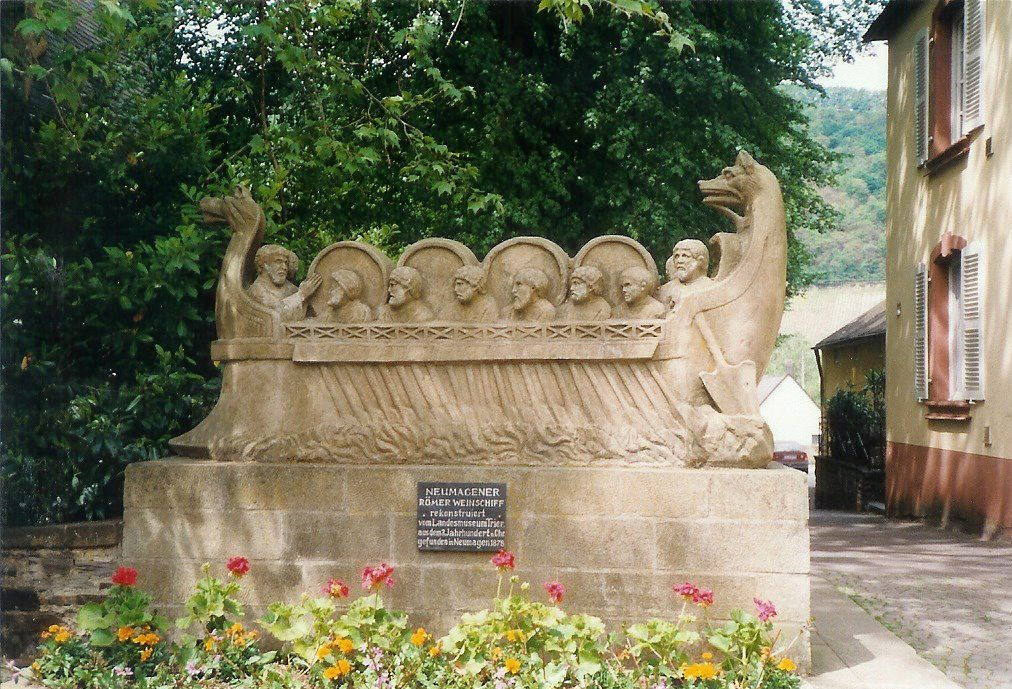
Rekonstruktion des Neumagener Weinschiffs

Im Abschnitt des Hunsrücks gibt es die folgenden Sehenswürdigkeiten. Für das Mosel- und Nahetal siehe Mosel- bzw. Nahe-Radweg.
- Fischbach: Historisches Kupferbergwerk
- Hottenbach: Evangelische Kirche mit Stummorgel
- Sulzbach: Evangelische Kirche mit Stummorgel.
- Bollenbach: Getreidemühle
- Bundenbach: Schiefergrube Herrenberg, Fossilienmuseum, Keltensiedlung Altburg, Ruine Schmidtburg
- Rhaunen: Rathaus von 1793, Evangelische Pfarrkirche, Weitersbacher Mühle. Hier kreuzt der Sirona-Weg.
- Krummenau: Naturdenkmal Kaisereiche
- Hundheim: Burgruine Baldenau
- Bischofsdhron: Kirche Sankt Paulinus
- bei Morbach-Wederath: Archäologiepark Belginum
- Morbach: Deutsches Telefonmuseum, Erholungswald Ortelsbruch, Ölmühle Auf der Schmausemühle
- Rapperath: Rapperather Wacken und der Große Herrgott
- Weiperath: Holzmuseum im ehemaligen Raiffeisengebäude, Eisenhammer
- Hunolstein: Burgruine Hunolstein, Walholzkirche
- Merschbach: Hofhaus in Merschbach, Kapelle Merschbach
- Gräfendhron: Filialkapelle, Krakesmühle
- Papiermühle: Naturdenkmal Harpelstein
- Neumagen-Dhron: Neumagener Weinschiff

## Bahnanbindung
Bingen am Rhein an der Mündung der Nahe in den Rhein ist über die Rheinstrecke Mainz–Koblenz zu erreichen. Das Nahetal ist durch die Nahetalbahn mit Bahnanschlüssen versorgt. Auch unmittelbar am Anstieg zum Hunsrück, in Fischbach-Weierbach, befindet sich der Bahnhof Fischbach-Weierbach. Auf dem Abschnitt durch den Hunsrück und an der Mosel bis Schweich gibt es aktuell keine Bahnstrecke mehr. Um die Wiedereröffnung der Hunsrückquerbahn liegt das Land Rheinland-Pfalz mit der Deutschen Bahn im juristischen Streit. Die Moseltalbahn ist seit 1968 stillgelegt und abgerissen. Am Ende des Moselabschnittes gibt es zwischen Schweich und Trier mehrere Bahnhöfe der Moselstrecke.

## Anschlusswege
- Der Rhein-Radweg führt über Bingen am Rhein, von wo man auf den Nahe-Radweg und damit auf den Beginn des Nahe-Hunsrück-Mosel-Weges abbiegen kann.
- Bei Fischbach verlässt der Nahe-Hunsrück-Mosel-Radweg den Nahe-Radweg, um dort in den Hunsrück abzubiegen. Auf dieser Teilstrecke zweigt in Kirn der Lützelsoon-Radweg Richtung Hunsrückhöhenstraße ab.
- Bei Morbach wird die Route vom Hunsrück-Radweg gequert.
- In Neumagen-Dhron wird dann das Teilstück des Mosel-Radwegs erreicht, das über Schweich nach Trier führt. In diesem Teilstück, kurz vor Trier in Ehrang, biegt der Kyll-Radweg in nördliche Richtung ab.